# Upplands runinskrifter 565
Upplands runinskrifter 565 är en försvunnen vikingatida runsten som funnits i Ekeby skog, Malsta socken och Norrtälje kommun. Ristningen är signerad av Öpir. Med säkerhet är det samma släkt som nämns på ristningen som också nämns på U 566, också den signerad av Öpir.
Runstenen har varit försvunnen sedan länge och har också eftersökts vid flera tillfällen utan resultat.
Genom dessa båda ristningar kan man dra följande slutsatser om denna släkt:
Sven var far till Manne och hans bröder. Manne var gift med Åfrid och de hade sönerna Johan och Olev. Mannes tre bröder hette Hulte, Torkel och Själve.

## Inskriften
Translitterering av runraden:
[mani auk · afriþ · litu ' fira · bru iftiʀ · olif · sun : sin · in · ioan · at ' broþur ' sin ' ubiʀ ' risti]
Normalisering till runsvenska:
Manni/Mani ok Afriðr letu gærva bro æftiʀ Olæif, sun sinn, en Ioan at broður sinn. Øpiʀ risti.
Översättning till nusvenska:
Manne (Måne) och Åfrid läto göra bro efter Olev, sin son, och Johan efter sin broder. Öpir ristade.